# Riedelia macrothyrsa
Riedelia macrothyrsa är en enhjärtbladig växtart som beskrevs av Theodoric Valeton. Riedelia macrothyrsa ingår i släktet Riedelia och familjen Zingiberaceae. Inga underarter finns listade i Catalogue of Life.